# Лайл, Гэвин
Гэвин Лайл (также Лайалл, англ. Gavin Tudor Lyall, 9 мая 1932 года — 18 января 2003 года) — английский писатель, автор криминальных и шпионских романов, член Детективного клуба.

## Биография
Гэвин Лайл родился в Бирмингеме, Уорвикшир (Англия) в 1932 году. С 1951 по 1953 годы служил в Королевских ВВС. После армии поступил в Пемброк-колледж Кембриджского университета на факультет английского языка, закончив его в 1956 году.
После окончания колледжа Лайл работал репортёром в газетах и режиссёром на телеканале Би-би-си. В 1958 году он женился на журналистке и писательнице Катарине Уайтхорн (англ. Katharine Whitehorn). У них родилось двое сыновей.
Первый роман Лайла был опубликован в 1961 году и имел успех. В 1963 году Лайл отошёл от журналистики, полностью посвятив себя литературе.
Дважды за свою писательскую карьеру Лайл был награждён «Серебряным кинжалом» (англ. Silver Dagger) Британской ассоциации авторов-криминалистов — в 1964 и 1965 годах.
Работы Лайла можно разделить на несколько категорий: романы, связанные с авиацией (The Wrong Side Of The Sky, The Most Dangerous Game, Shooting Script, Judas Country),  романы, посвящённые международной преступности (Midnight Plus One, Venus With Pistol, Blame The Dead), шпионские романы с Гарри Максимом в главной роли (произведения 80-х годов), и полуисторические романы о британской секретной службе, в которых действие происходит в годы, предшествующие Первой мировой войне (произведения 90-х годов).
Лайл умер от рака в 2003 году. Многие его книги были переведены на русский язык.